# Mount Duvall
Mount Duvall ist ein vereister und 2149 m hoher Berg im ostantarktischen Viktorialand. In der Royal Society Range ragt er westlich der Fisher Bastion an der Nordflanke des Solomon-Gletschers auf.
Das Advisory Committee on Antarctic Names benannte ihn 1994 nach dem US-amerikanischen Astrophysiker Thomas L. Duvall Jr., der 1980 gemeinsam mit seinen Kollegen John W. Harvey (* 1940) und Martin A. Pomerantz (1916–2008) helioseismologische Studien auf der Amundsen-Scott-Südpolstation betrieben hatte.